# リトアニアの国章
リトアニアの国章（リトアニアのこくしょう）は1918年9月20日に採用されたリトアニアの徽章。

## 概要
赤い盾の中心に、銀色（白色）で右手で剣を振り上げた馬に乗った騎士が描かれている。騎士の持つ盾は青地に金（黄）の総主教十字（ヤギェウォ十字）。拍車と剣の柄は金（黄）で、馬具は青と金（黄）。この騎士は通称をヴィーティス（Vytis、追跡者）という。
ヨーロッパでもっとも古い起源を持つ国章の一つであり、1366年にアルギルダス大公が印章として使ったのが最初とされている。アルギルダス大公の印章では槍を抱えていて盾は異なる紋を使っていた。15世紀にリトアニア大公国の紋章となる。
リタス硬貨の表面にもヴィーティスが彫られているが、国章の物とは細部のデザインが違う。国章の騎士の兜は頭巾型なのに対し、リタスの騎士の兜は帽子型。国章の馬は後ろ脚をそろえて跳ね上がっているのに対して、リタスの馬は俯いて駆けている。リトアニアのユーロ硬貨の裏側に彫られたヴィーティスは、リタス硬貨のそれよりも国章に近い。

## 構成
- 盾はスペイン式エスカッシャン。色はリトアニア憲法15条に規定があり、赤い地に銀（白）の騎士と馬を置くことが定められている。
- 騎士は左を向いて、右手で頭上に剣を掲げ肩のあたりに盾を取り付けている。兜をかぶり、目庇を上げている。モデルは不明。ヴィタウタス大公といわれることもあるが、初めて紋章を使ったのは彼の伯父のアルギルダス大公なので時代が合わない。リトアニア神話に登場する雷神ペルクナスではないかとも言われている。
- ヴィーティス（追跡者）というように、馬は走っている姿勢を取る。白馬は古代バルト世界で珍重されてきた。
- 騎士の盾は青地に金の総主教十字（複十字）。十字の横棒は長さが等しくなっている。リトアニア大公ヨゲイラが洗礼を受けてポーランド女王と結婚する際に、彼自身のシンボルとしたもの。リトアニアのシンボルでもあり、ロシア帝国支配下では赤いロシア十字に変えられていた。

## ギャラリー

リトアニア大公国の紋章
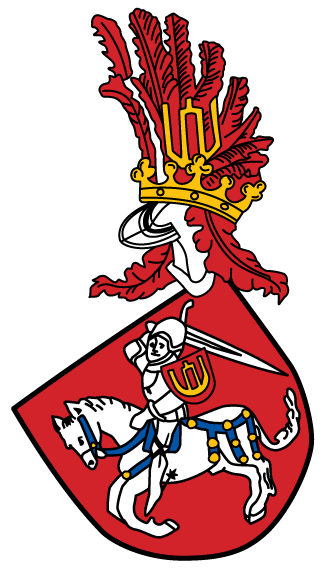
15世紀の紋章
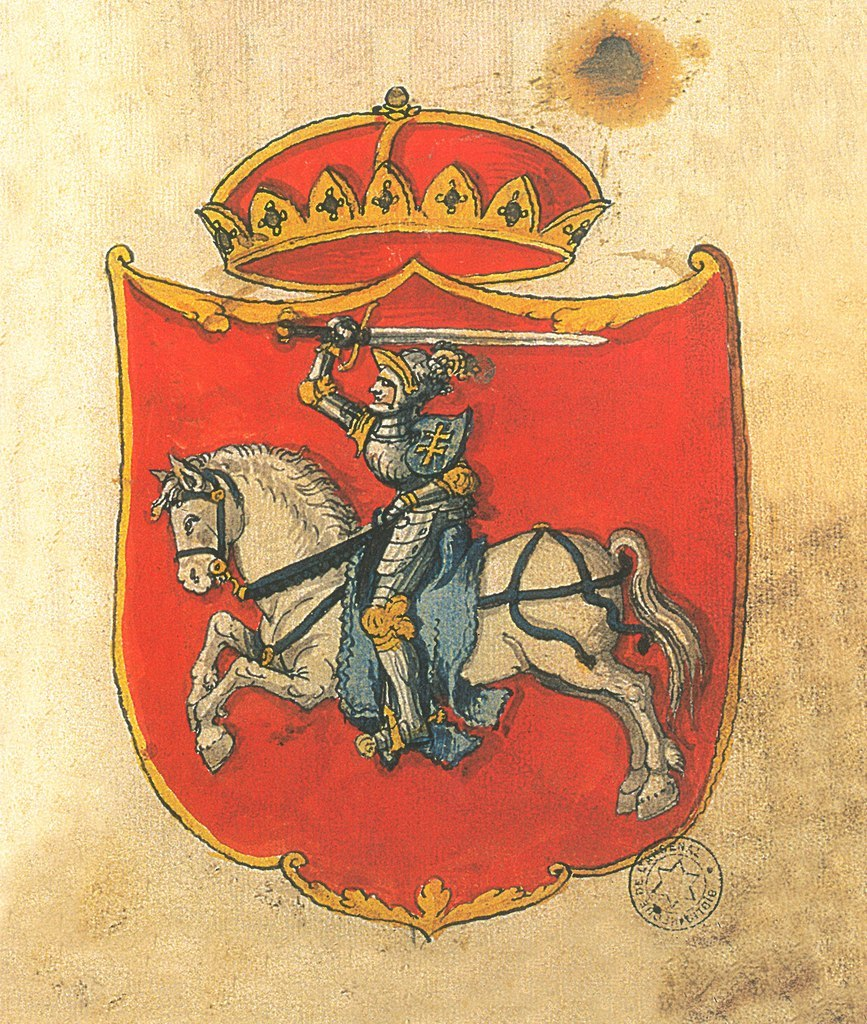
1555年の紋章
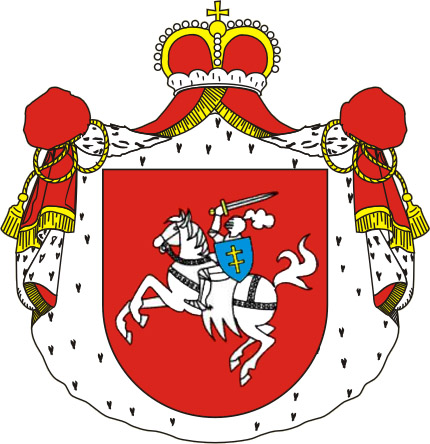
16世紀初期の紋章
ポーランド・リトアニア共和国の小紋章。リトアニアの国章である騎士と、ポーランドの国章である白い鷲が描かれている。
中部リトアニア共和国の国章。
ロシア帝国ヴィリナ（ヴィルニュス）県の紋章（1845年～1915年）
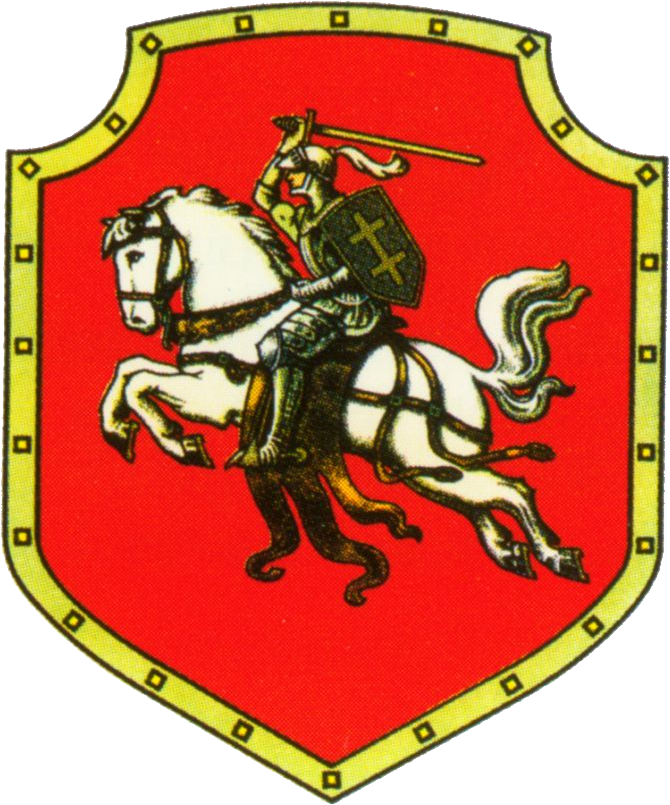
1920年の国章
リトアニア・ソビエト社会主義共和国の国章（1940年頃）
リトアニア・ソビエト社会主義共和国の国章（1950年頃）
リトアニア・ソビエト社会主義共和国の国章